# Onerepublic
Onerepublic (skrivs som OneRepublic) är ett amerikanskt poprockband som bildades 2004 i Colorado Springs. Efter att under en tid varit ett av de populäraste banden på MySpace fick de en stor framgång då deras låt "Apologize" remixades av producenten Timbaland. Remixen är med på Timbaland Presents Shock Value och på OneRepublics debutalbum Dreaming Out Loud, där även originalversionen finns med.
År 2009 släpptes deras andra album, Waking Up, som blev känt i Sverige genom låten All The Right Moves. Singeln Counting Stars från bandets tredje album Native släpptes 2013 och blev även den en stor hit, hittills bandets största. 2019 lanserades singlarna Rescue Me, Wanted och Somebody To Love, som sedan inkluderades på bandets album Human som lanserades i augusti 2021. Deras sjätte album Artificial Paradise släpptes den 12 juli 2024.

## Medlemmar

### Nuvarande medlemmar
- Ryan Tedder – sång, sologitarr, rytmgitarr, akustisk gitarr, piano, keyboard, slagverk (2002– )
- Zach Filkins – sologitarr, akustisk gitarr, altviol, tamburin, bakgrundssång (2002– )
- Drew Brown – rytmgitarr, akustisk gitarr, basgitarr, piano, keyboard, slagverk, bakgrundssång (2002– )
- Eddie Fisher – trummor, slagverk, cajón, gitarr, klockspel (2005– )
- Brent Kutzle – basgitarr, cello, akustisk gitarr, sologitarr, piano, keyboard, tamburin, bakgrundssång (2007– )
- Brian Willett – keyboard, bakgrundssång, trummor, slagverk (2012– )

### Tidigare medlemmar
- Jerrod Bettis – trummor (2002–2005)
- Tim Myers – basgitarr (2004–2007)

## Diskografi[1]

### Studioalbum
| År   | Titel               |
| ---- | ------------------- |
| 2007 | Dreaming Out Loud   |
| 2009 | Waking Up           |
| 2013 | Native              |
| 2016 | Oh My My            |
| 2021 | Human               |
| 2024 | Artificial Paradise |

### EP
| År   | Titel                           |
| ---- | ------------------------------- |
| 2008 | Stop And Stare                  |
| 2008 | Live Session (iTunes Exclusive) |
| 2010 | Live from Zurich                |

### Singlar
| År   | Titel                                                             | Album/EP                                                                  |
| ---- | ----------------------------------------------------------------- | ------------------------------------------------------------------------- |
| 2007 | Apologize                                                         | Dreaming Out Loud                                                         |
| 2008 | Stop And Stare                                                    | Dreaming Out Loud                                                         |
| 2008 | Say (All I Need)                                                  | Dreaming Out Loud                                                         |
| 2008 | Mercy                                                             | Dreaming Out Loud                                                         |
| 2009 | Come Home (med Sara Bareilles)                                    | Dreaming Out Loud                                                         |
| 2009 | All The Right Moves                                               | Waking Up                                                                 |
| 2009 | Secrets                                                           | Waking Up                                                                 |
| 2010 | Marchin On                                                        | Waking Up                                                                 |
| 2010 | Good Life                                                         | Waking Up                                                                 |
| 2013 | If I Lose Myself                                                  | Native                                                                    |
| 2013 | Counting Stars                                                    | Native                                                                    |
| 2013 | Something I Need                                                  | Native                                                                    |
| 2014 | If I Lose Myself (med Alesso)                                     | Native                                                                    |
| 2014 | Love Runs Out                                                     | Native                                                                    |
| 2014 | I Lived                                                           | Native                                                                    |
| 2016 | Wherever I Go                                                     | Oh My My                                                                  |
| 2016 | Kids                                                              | Oh My My                                                                  |
| 2016 | Let's Hurt Tonight                                                | Oh My My                                                                  |
| 2017 | No Vacancy                                                        | inget album                                                               |
| 2017 | Rich Love (med Seeb)                                              | inget album                                                               |
| 2018 | Start Again (med Logic)                                           | 13 Reasons Why: Season 2                                                  |
| 2018 | Connection                                                        | inget album                                                               |
| 2019 | Rescue Me                                                         | Human                                                                     |
| 2019 | Wanted                                                            | Human                                                                     |
| 2020 | Didn't I                                                          | Human                                                                     |
| 2020 | Better Days                                                       | Human                                                                     |
| 2020 | Lose Somebody (med Kygo)                                          | Human & Golden Hour                                                       |
| 2020 | Wild Life                                                         | Human & CLOUDS (Music from The Disney+ Original Movie)                    |
| 2021 | Run                                                               | Human                                                                     |
| 2021 | Someday                                                           | Human                                                                     |
| 2021 | Sunshine                                                          | Artificial Paradise                                                       |
| 2022 | West Coast                                                        | Artificial Paradise                                                       |
| 2022 | You Were Loved (med Gryffin)                                      | Alive                                                                     |
| 2022 | I Ain't Worried                                                   | Top Gun: Maverick (Music from the Motion Picture) och Artificial Paradise |
| 2023 | RUNAWAY                                                           | Artificial Paradise                                                       |
| 2023 | Counting Stars - 2023 Version                                     | fristående singel                                                         |
| 2023 | Mirage (med Mishaal Tamer)                                        | Assasin's Creed Mirage (spelsoundtrack) och Artificial Paradise           |
| 2023 | Dear Santa                                                        | fristående singel                                                         |
| 2024 | I Don't Wanna Wait (David Guetta & OneRepublic)                   | Artificial Paradise                                                       |
| 2024 | Nobody - from Kaiju No. 8                                         | Artificial Paradise                                                       |
| 2024 | Fire - Official UEFA EURO 2024 Song (MEDUZA, OneRepublic & Leony) | Artificial Paradise                                                       |
| 2024 | Hurt                                                              | Artificial Paradise                                                       |

Singlar som nått topp 20 på Billboard Hot 100:
- 2007 – "Apologize" (#2)

- 2008 – "Stop and Stare" (#12)
- 2009 – "All the Right Moves" (#18)
- 2010 – "Good Life" (#8)
- 2013 – "Counting Stars" (#2)
- 2014 – "Love Runs Out" (#15)